# Folia ethno-glossica
Folia ethno-glossica – Blätter für Völkerkunde, Sprachwissenschaft und Verwandtes war eine wissenschaftliche Zeitschrift, die zwischen 1925 und 1927 in Hamburg erschienen ist.
Gründer und Herausgeber des in Gelehrtenkreisen geschätzten Blattes war Ferdinand Hestermann, der er die überwiegende Zahl der Beiträge selbst beisteuerte. Hestermann war zuvor gemeinsam mit Wilhelm Schmidt in Wien an der Gründung und Redaktionsarbeit der Zeitschrift Anthropos beteiligt gewesen. Beiträge erschienen auch von u. a. Karl Lang, Otto Dempwolff, Walther Björkman.
Das Erscheinen der Zeitschrift wurde 1927 nach nur drei Jahrgängen wieder eingestellt.
Folia ethno-glossica erschien in unregelmäßiger Folge bei der angesehenen wissenschaftlichen Export- und Antiquariatsbuchhandlung Henschel & Müller, die 1935/36 arisiert worden ist. Die Familie Henschel wanderte daraufhin nach Argentinien aus.